# Erzbistum Tucumán
Das Erzbistum Tucumán (lat.  Archidioecesis Tucumanensis, span. Arquidiócesis de Tucumán) ist ein römisch-katholisches Bistum mit Sitz in San Miguel de Tucumán in Argentinien.

## Geschichte
Das Gebiet des heutigen Erzbistums Tucumán gehörte in der Kolonialzeit zum ausgehnten Erzbistum La Plata o Charcas. Wegen der weiten Entfernung zum Bischofssitz wurde die Region um Tucumán als „vicaría foránea“ (wörtlich „außen gelegenes Vikariat“), also als Missionssprengel, errichtet und die dortige Mission und die Seelsorge den Jesuiten übertragen.
Das heutige Erzbistum Tucumán wurde am 15. Februar 1897 durch Papst Leo XIII. aus dem Gebiet des Bistums Salta herausgenommen und als eigenständiges Bistum errichtet. Am 11. Februar 1957 wurde es durch Papst Pius XII. zum Erzbistum erhoben und erhielt die Bistümer Añatuya, Concepción und Santiago del Estero als Suffragane. Erster Erzbischof wurde der spätere Kardinal Juan Carlos Aramburu.
Das 10.679 km² große Erzbistum zählte 1966 550.000 Katholiken.

## Bischöfe von Tucumán

### Bischöfe
- Pablo Padilla y Bárcena, 1898–1921
- Bernabé Piedrabuena, 1923–1928
- Augstín Barrere FMI, 1930–1952
- Juan Carlos Aramburu, 1953–1957

### Erzbischöfe
- Juan Carlos Aramburu, 1957–1967, dann Koadjutorerzbischof von Buenos Aires
- Blas Victorio Conrero, 1968–1982
- Horacio Alberto Bózzoli, 1983–1993
- Raúl Arsenio Casado, 1994–1999
- Luis Héctor Villalba, 1999–2011
- Alfredo Zecca, 2011–2017
- Carlos Alberto Sánchez, seit 2017